# Crassispira montereyensis
Crassispira montereyensis é uma espécie de gastrópode do gênero Crassispira, pertencente à família Pseudomelatomidae.